# Möderndorf (Gemeinde Hermagor-Pressegger See)
Möderndorf (slowenisch Modrinja vas) ist eine Ortschaft und Katastralgemeinde von der Gemeinde Hermagor-Pressegger See in Kärnten. Die Ortschaft hat 140 Einwohner (Stand 1. Jänner 2024).
Möderndorf liegt südlich der Gail im Boden des Gailtals. Mitte des 19. Jahrhunderts wurde es als das westliche Ende des geschlossenen slowenischen Sprachgebietes beschrieben.
In Möderndorf befinden sich das Gailtaler Heimatmuseum in Schloss Möderndorf, die spätgotische Martinskirche, eine Freiwillige Feuerwehr und das Natura-2000-Gebiet der Garnitzenklamm, mit der die ÖAV-Sektion Hermagor seit 1891 um die Wegsamkeit ringt.

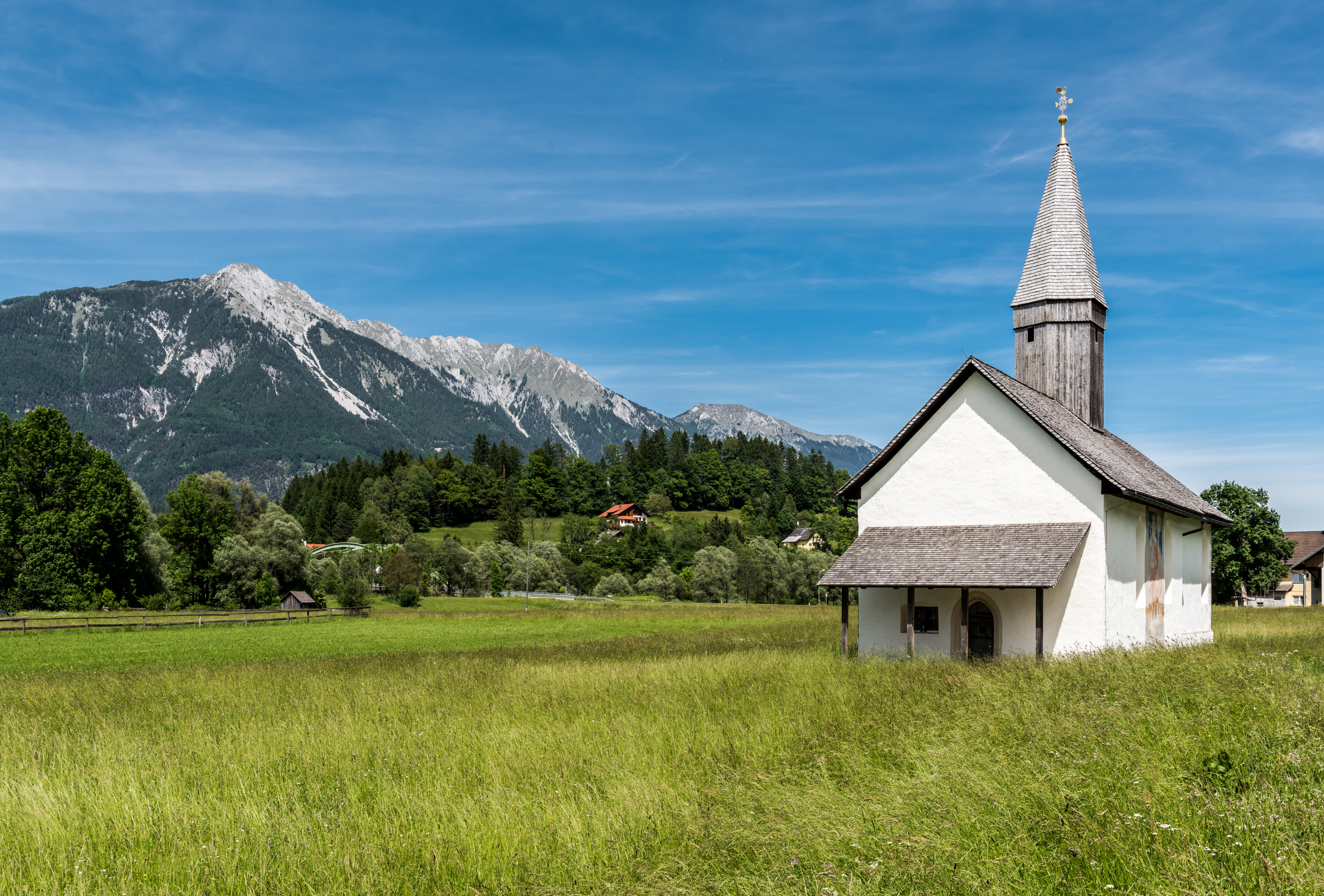
St. Martin
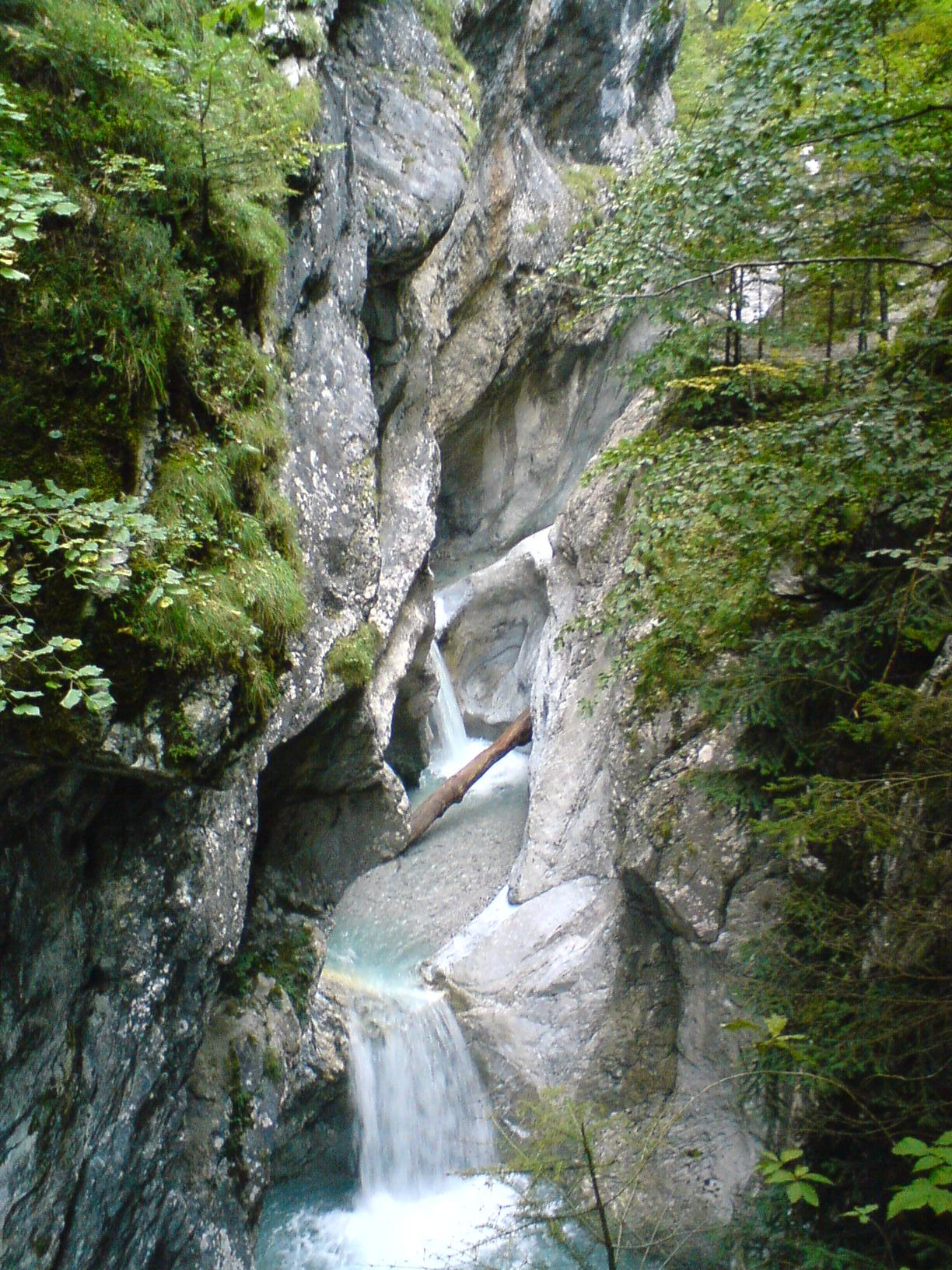
Garnitzenklamm
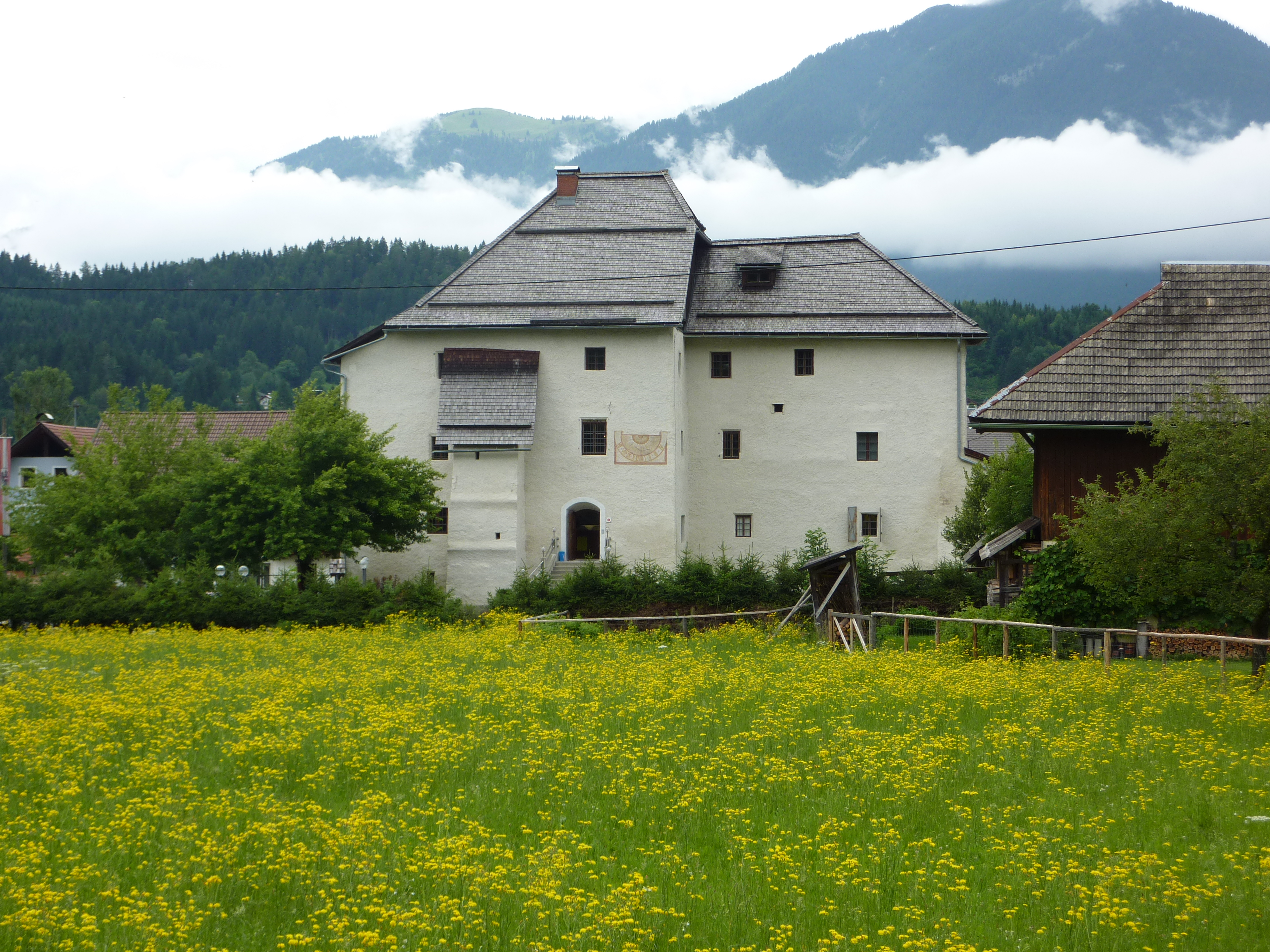
Schloss

## Belege
1. ↑  Statistik Austria: Bevölkerung am 1.1.2024 nach Ortschaften (Gebietsstand 1.1.2024), (ODS, 500 KB)
2. ↑  Sprachkontakt in Kärnten. In: members.chello.at. Abgerufen am 20. Januar 2020 (nach Heinz-Dieter Pohl).
3. ↑  Startseite. In: gailtaler-heimatmuseum.at. Abgerufen am 20. Januar 2020.
4. ↑  BFKdo Hermagor – Gemeinde Hermagor. In: bfkdo-hermagor.at. Archiviert vom Original (nicht mehr online verfügbar) am 3. August 2020; abgerufen am 20. Januar 2020.  Info: Der Archivlink wurde automatisch eingesetzt und noch nicht geprüft. Bitte prüfe Original- und Archivlink gemäß Anleitung und entferne dann diesen Hinweis.
5. ↑  Info – Garnitzenklamm. In: garnitzenklamm.at. Abgerufen am 20. Januar 2020.